# 五果盆

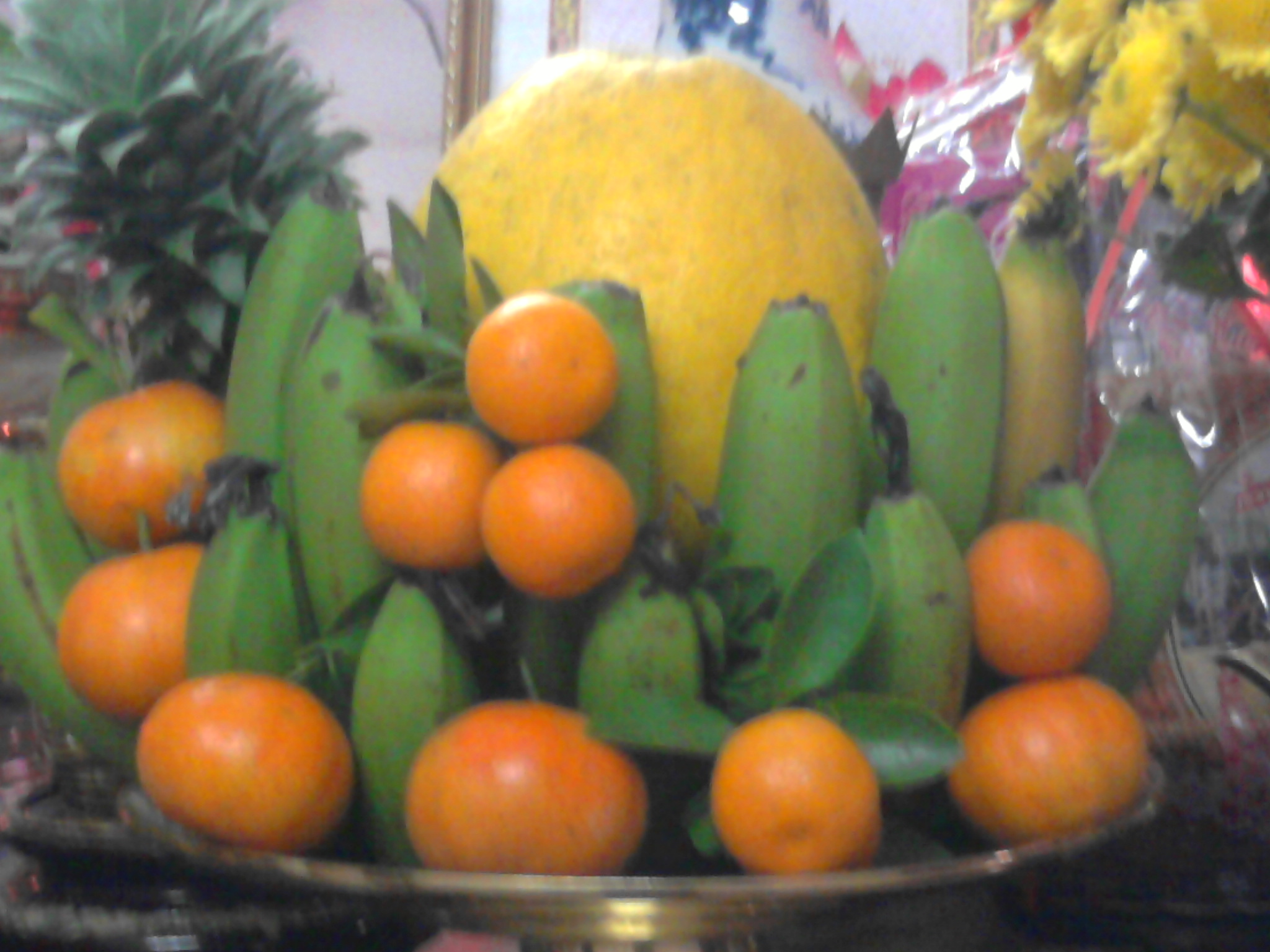
五果盆

五果盆（越南语：／）是越南新春時的一種民俗。每逢過新春，在越南家庭神主龕上，常擺放五果盆以祈求吉利。
傳統五果盆只由五種水果組成，在果盆子擺設成塔形，並放在神主龕上。現在，隨著現代的生活的發展和風俗習慣的交流，五果盆也發生了變化：水果的數量可超過五，擺設方式比以前自由，另外有些五果盆還以鮮花綠葉裝扮、以蠟燭照亮、或者周圍掛著小燈彩等等。
在新春期間的所有水果都可以用來擺設，比如香蕉、柚 子、佛手果、西瓜、橘子、柳丁、蘋果等。每種水果都具有不同的意義：香蕉、 佛手果象徵保佑人們的手；西瓜代表充滿甜蜜、幸福美滿的一年；柿子、橘子的顯眼顏色象徵事業成功。 